# Bismarck-Denkmal (Königsberg)

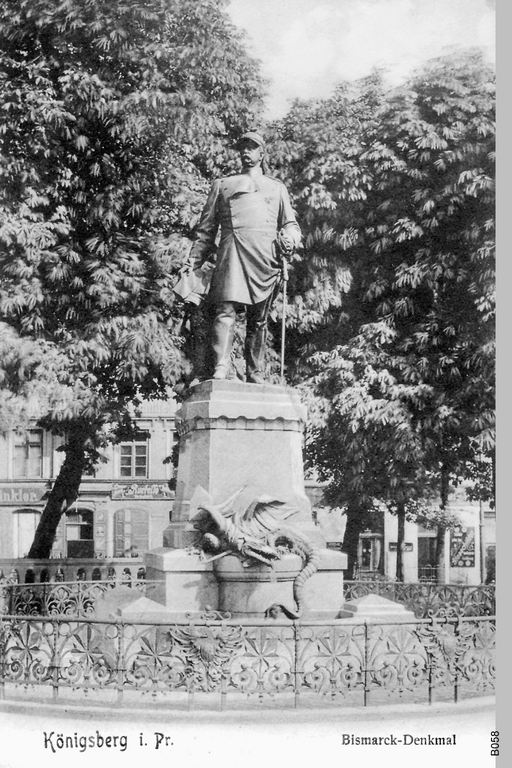
Bismarck-Denkmal in Königsberg

Das Bismarck-Denkmal in Königsberg wurde am 1. April 1901 auf dem  Kaiser-Wilhelm-Platz feierlich enthüllt. Das Denkmalkomitee hatte für den Entwurf des Denkmals den Bildhauer Friedrich Reusch ausgewählt, weil dieser schon sieben Jahre zuvor das in Sichtweite stehende Kaiser-Wilhelm-I.-Denkmal geschaffen hatte.  Die Korrespondenz dieser beiden Denkmäler schaffte einen Spannungsbezug auf dem Kaiser-Wilhelm-Platz.